# Josephine Möller
Josephine Möller (* 8. November 1992 in Berlin) ist eine ehemalige deutsche Wasserspringerin. Sie startete für den Berliner TSC in der Disziplin Turm- und Synchronspringen.
Ihren bislang größten sportlichen Erfolg hatte sie bei den Europameisterschaften 2009 in Turin, als sie an der Seite von Nora Subschinski Silber im 10-m-Synchronspringen gewann. Im gleichen Jahr hat sie bei den Weltmeisterschaften in Rom teilgenommen und wurde Achte.
Beim FINA-Diving-Grand Prix 2009 in Rostock wurde sie Dritte. 2009 wurde Möller zudem zweimal Deutsche Meisterin.